# Margrethekirken (Aalborg Kommune)
 For alternative betydninger, se Margrethekirken. (Se også artikler, som begynder med Margrethekirken)
Margrethekirken blev indviet i 1973. Den er beliggende på Revlingebakken i Aalborg.
Kirken blev opført i 1971-72 ved arkitekt Ole Odgaard. Kirken er overdækket med et foldet sadeltag, der vender øst-vest og går næsten helt ned til jorden, indgangspartiet er i østenden. Foran indgangen står det fritstående klokketårn, som blev opført i 1991 ved arkitekt Ole Knudsen, tårnet har nederst en ottekantet basis i gule mursten, den øvre del er en stålkonstruktion, beklædt med aluminiumsplader. Tårnet er udsmykket med fire keramiske relieffer tegnet af Berit Hjelholt og udført af Tommerup teglværk. Reliefferne gentager motiverne fra de fire prædikestolsnedhæng i kirken.
Lysindfaldet kommer fra de store gavlvinduer mod øst og vest, orglet står på et pulpitur over østindgangen. På vestvæggen bag alteret er ophængt en billedvævning fra 1986 af Berit Hjelholt, motivet er inspireret af Johannesevangeliet kap.15 v.5: "Jeg er vintræet, I er grenene". Berit Hjelholt har desuden udført fire billedvævninger som prædikestolsnedhæng. Alter, prædikestol og døbefont er opmuret i gule mursten, i 1986 blev de beklædt med blanke messingplader, udført af Bent Exner, der også har udført skulpturen på gavlvæggen over alteret samt lampetterne på sidevæggene. I kirken er ophængt et krucifiks af Niels Helledie.

## Eksterne kilder og henvisninger
- Wikimedia Commons har flere filer relateret til Margrethekirken (Aalborg Kommune)
- Margrethekirken Arkiveret 31. januar 2011 hos  Wayback Machine hos nordenskirker.dk
- Margrethekirken hos KortTilKirken.dk